# Valentin Cojocaru
Valentin Cojocaru (n. 1 octombrie 1995, București, România) este un fotbalist român, care joacă pe post de portar la Pogoń în Ekstraklasa. Pe plan internațional, are prezențe la națională pentru România Sub-21 și România Sub-19.
El a fost promovat la FC Steaua București, venind la prima echipă în anul 2011 după ce a jucat la echipa mică și a dat probe la Liverpool FC. A debutat în Liga I pe data de 7 mai 2013 într-un meci cu Gloria Bistrița, câștigat cu scorul de 1-0. Este fiul unui fost arbitru, Ispas Cojocaru.
Conform antrenorului cu portarii de la Steaua, Florin Tene, Cojocaru „are plasament destul de bun, priză foarte bună”. Pe de altă parte, managerul clubului FCSB Helmuth Duckadam îl considera „un tip capricios”, căruia „[i] se urcă la cap” succesul.

## Titluri
Steaua București
- Liga I (3): 2012-2013,[6] 2013-2014, 2014-2015
- Cupa României: 2014-2015
- Supercupa României: 2013
- Cupa Ligii: 2014-2015, 2015-2016

## Legături externe
- Profilul lui Valentin Cojocaru pe Soccerway
- Valentin Cojocaru la transfermarkt